# Dihidroxiacetona fosfato
La dihidroxiacetona fosfato (DHAP, o también glicerona fosfato en textos antiguos) es un compuesto bioquímico involucrado en muchas vías metabólicas, incluyendo el ciclo de Calvin en las plantas y la glucólisis. 

## Papel en la glucólisis
La dihidroxiacetona fosfato aparece en la vía glucolítica como uno de los dos productos de degradación de la fructosa-1,6-bisfosfato, junto con el gliceraldehído 3-fosfato. La dihidroxiacetona fosfato se isomeriza rápidamente a gliceraldehído-3-fosfato.
| β-D-fructosa-1,6-bisfosfato | fructosa-bisfosfato aldolasa | fructosa-bisfosfato aldolasa | D-gliceraldehído 3-fosfato |   | Dihidroxiacetona fosfato |
|                             |                              |                              |                            | + |                          |
|                             |                              |                              |                            |   |                          |
|                             |                              |                              |                            |   |                          |
|                             |                              |                              |                            |   |                          |
|                             |                              |                              |                            |   |                          |
|                             |                              |                              |                            |   |                          |

La numeración de los átomos de carbono indica el destino de los carbonos de acuerdo a su posición en la fructosa-6-fosfato.
| Dihidroxiacetona fosfato | triosa fosfato isomerasa | triosa fosfato isomerasa | D-gliceraldehído 3-fosfato |
|                          |                          |                          |                            |
|                          |                          |                          |                            |
|                          |                          |                          |                            |
|                          |                          |                          |                            |
|                          |                          |                          |                            |
|                          |                          |                          |                            |

## Papel en otras vías metabólicas
En el ciclo de Calvin, la DHAP es uno de los productos de la séxtuple reducción del 1,3-bisfosfoglicerato por NADPH. Se utiliza además en la síntesis de sedoheptulosa-1,7-bisfosfato y fructosa-1,6-bisfosfato, ambos compuestos utilizados para producir ribulosa 5-fosfato, el carbohidrato clave en el ciclo de Calvin.
La DHAP se produce también por la deshidrogenación del L-glicerol-3-fosfato, el cual es parte del mecanismo de ingreso del glicerol (surgido de la degradación de los triglicéridos) a la vía glucolítica. Y a la inversa, la reducción del DHAP proveniente de la glucólisis a L-glicerol-3-fosfato provee a las células adiposas con el esqueleto de glicerol activado que requieren para sintetizar triacilgliceroles. Ambas reacciones son catalizadas por la enzima glicerol-3-fosfato deshidrogenasa que utiliza NAD+/NADH como cofactor.
La DHAP además desempeña un papel en la biosíntesis de lípidos éter en el protozoo parásito Leishmania mexicana.